# 丹尼斯·利瑞
丹尼斯·利瑞（Denis Colin Leary，1957年8月18日—）是美國的一位演員、作家、製作人、歌手和喜劇演員。他在2012年電影《蜘蛛人：驚奇再起》中飾演George Stacy角色。

## 影視作品
- 《超級戰警》
- 《作大英雄》
- 《蜘蛛人：驚奇再起》